# Gostomin (województwo zachodniopomorskie)
Gostomin (niem. Justemin) – wieś sołecka w Polsce, położona w województwie zachodniopomorskim, w powiecie łobeskim, w gminie Radowo Małe.
| SIMC    | Nazwa    | Rodzaj     |
| ------- | -------- | ---------- |
| 0782126 | Gildnica | przysiółek |

W latach 1818–1945 wieś administracyjnie należała do Landkreis Regenwalde (Powiat Resko) z siedzibą do roku 1860 w Resku, a następnie w Łobzie.
W latach 1946–1998 wieś administracyjnie należała do województwa szczecińskiego.
Ok. 0,6 km na zachód od miejscowości znajduje się Jezioro Gostomińskie. Od nazwy wsi pochodzi także nazwa strugi Gostominka.

## Zabytki
- park dworski, pozostałość po dworze[6]
- ryglowy zbór z drewnianą wieżyczką z ok. 1700 r.[7]